# 東方航空401號班機空難
東方航空401號班機于1972年12月29日自紐約甘迺迪國際機場飛往邁阿密，是一架洛克希德L1011-385-1三星客機。班機於降落前在機場北方的佛羅里達大沼澤區（Everglades）墜毀，是首次廣體客機失事意外，造成101名乘客死亡。調查證實是由於機員忙於檢查前起落架是否已放下而忽略飛行高度致客機於完全操作正常下撞地。

## 經過

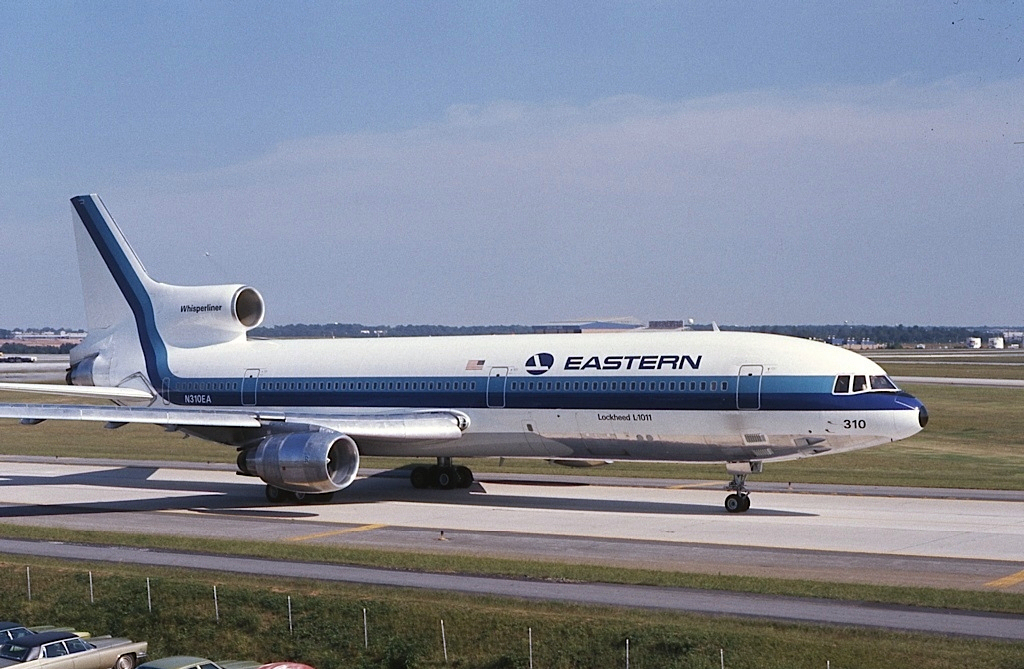
失事前的N310EA

美国東岸時間晚9時20分，東方航空401號班機從紐約甘迺迪國際機場起飛。機組为機長Robert Loft（55歲），東方航空資深的駕駛；副駕駛Albert Stockstill（39歲）以及第二副駕駛Donald Repo（亦是本班機的飛航機械員，51歲）組成。驾驶一架只有4個月機齡的L-1011三星客機執飛。機上載有163名乘客和13名機組人員。
11時34分，機員與邁阿密國際機場的塔台取得聯繫，塔台告知401號班機停留在2000英尺待命，機長此時亦下令放下飛機起落架。可是，機員發現顯示鼻輪的燈號沒有亮起。機長於是下令副機師及飛航工程師集中處理起落架的問題(但機長自身卻未駕駛飛機或監控儀器)。此時，他們各人都沒有發現飛機正在慢慢下降，亦由於他們太專注燈號問題，竟沒有留意到飛機因高度下降在2000英尺以下而響起的警號。
11時41分，塔台告知飛機可隨時進場，左轉180度。半分鐘後，副機師才發現飛行高度太低了，但已經來不及了。
| 對話者                | 對話內容 (中文翻譯)                                         |
| --------------------- | ----------------------------------------------------------- |
| Stockstill （副駕駛） | We did something to the altitude. （飛行高度有變動）        |
| Loft （機長）         | What? （什麼？）                                            |
| Stockstill            | We're still at 2,000 feet, right? （高度還在2000英尺吧？）  |
| Loft                  | Hey — what's happening here? （嘿，這是怎麼了？？？！！！） |

7秒後，飛機墜毀於邁阿密西北偏西處的Everglades沼澤，距離8L跑道盡頭約18.7英里（30.1）（坐標：25°51′53″N 80°35′43″W / 25.86472°N 80.59528°W）。飛機以每小時227英里（365）的速率撞向地面，左邊機翼首先觸地，緊接著左引擎和左起落架觸地；飛機隨即解體爆炸，碎片散佈於現場沼澤1,600呎乘300呎地區。

## 調查
美國國家運輸安全委員會（NTSB）的調查員在聆聽飛行記錄儀後對話錄音後，得知機長集中精神處理起落架是否放下的問題，但一直沒有留意飛行高度不斷下降導致空難。因此，調查員認為機員失誤是空難主因。其後發現，顯示起落架放下的燈號只是因燈泡燒掉而沒有亮起，導致機員不確定起落架是否已經放下，因而急於找尋解決方法，加上當時飛機正在夜間飛行，機員全然不知道飛機下降高度。儘管飛機的警報系統響號響起，但由於這個警報被放置在飛航工程師的面板前，與駕駛員所在位置有一段距離，所以被忽略；而且所有機員過度專注於眼前燈泡維修的問題。這是401號班機墜毀的主因。航管員是唯一有發現飛機下降高度的人，但當時雷達高度顯示常出現短暫錯誤，以及當時航空法規是航管不負責維持飛機高度，因此航管並未告知飛機高度正在下降，亦未詢問飛機實際高度，這也是之後機師沒發現飛機高度下降的原因之一。
可是，令調查員疑惑的是，飛機當時正以自動駕駛系統飛行，飛機理應不會下降高度。在調查中，一名曾駕駛過洛克希德三星式客機的駕駛員表示，在一次飛行中，他俯身撿拾不小心掉在地下的航圖時，身體輕輕碰了操縱桿一下，飛機便突然開始徐徐下降。於是，調查員作了多次試驗，發現此型號飛機只要操縱桿被輕輕移動，自動駕駛系統中負責高度的控制會被解除。於是，調查員相信機組員在設法解決起落架問題時，不經意地碰了操縱桿一下，可是，東方航空機員在受訓時並沒有被告知有關的問題，令他們沒有警覺性。因此，機員受訓不足，亦是這起意外的原因。

## 事故之後
這次意外發生後，NTSB要求各航空公司加強對機員的訓練，也在NASA的協助下，發展出現今民航界眾所皆知的「機員資源管理」，此事件變成一個不良範例。亦是在此事件之後，FAA要求各航空交通管制員需向航員提供飛行高度資料。
墜毀的飛機無法維修，被報廢處理。但由于飞机坠毁时是水平飞行状态，接触地面是内陆浅水沼泽，加上机龄较短，飞机内不少部件在事故后还能使用，东方航空在空难调查结束后不久就将这些零件替换安装到其他同型号飞机上。在其他航班的乘务员和乘客多次报告“看到401航班机组人员鬼魂”的灵异传言广泛流传后，东方航空将所有客机上的401航班零件拆除，并且对外坚决否认存在“鬼魂”事件。

## 類似事故
- 北歐航空933號班機空難
- 聯合航空173號班機事故
- 新加坡航空006號班機

## 連結
- NTSB 調查擇要 （页面存档备份，存于） （英文）
- 意外經過 （页面存档备份，存于） （英文）
- 401號班機生還者 （页面存档备份，存于） （英文）
- 401號班機的黑盒故事 （英文）
- 機員對話 （页面存档备份，存于） （英文）
- 401號班機的靈異故事 （英文）
- 東方航空401號班機意外 （页面存档备份，存于） （英文）
- （英文）互联网电影数据库（IMDb）上《Crash》的资料（英文）
- （英文）互联网电影数据库（IMDb）上《The Ghost of Flight 401》的资料（英文）